# Even Sletten
Even Skjelbostad Sletten (ur. 8 lipca 1987 w Lillehammer) – norweski biegacz narciarski, złoty medalista mistrzostw świata juniorów.

## Kariera
Po raz pierwszy na arenie międzynarodowej Even Sletten pojawił się 21 marca 2003 roku w zawodach juniorów w Falun. Zajął wtedy 14. miejsce w biegu łączonym na 20 km. Największy sukces w karierze osiągnął w 2005 roku, kiedy zdobył złoty medal w sprincie techniką klasyczną podczas mistrzostw świata juniorów w Rovaniemi. W zawodach tych bezpośrednio wyprzedził swego rodaka Pettera Northuga i Szweda Emila Jönssona. Nigdy nie wziął udziału w zawodach Pucharu Świata, startując w większości w zawodach FIS Race. Nigdy też nie wystąpił na mistrzostwach świata seniorów oraz igrzyskach olimpijskich. W 2010 roku zakończył karierę.

## Osiągnięcia

### Mistrzostwa świata juniorów
| Miejsce | Dzień    | Rok  | Miejscowość | Konkurs                  | Wynik       | Strata      | Zwycięzca      |
| ------- | -------- | ---- | ----------- | ------------------------ | ----------- | ----------- | -------------- |
| 24.     | 21 marca | 2005 | Rovaniemi   | 20 km łączony            | 52:04.7 min | +2:50.2 min | Petter Northug |
| 1.      | 23 marca | 2005 | Rovaniemi   | Sprint stylem klasycznym | ?           | -           | -              |